# Parque Comercial Meixueiro
El Parque Comercial Meixueiro es un parque comercial situado en Vigo, Galicia (España), se inauguró el 3 de julio de 2009. Está situado en la salida 664 de la Autovía Vigo-Tui (A-55), en la entrada sur de la ciudad de Vigo.

## Características
Este parque comercial cuenta con una superficie de 18 000 m². Dispone de 10 establecimientos, entre los que se encuentran tiendas de moda, deportes, hogar, alimentación, informática, mascotas y restauración.
Estos establecimientos comerciales están distribuidos en dos plantas, también cuenta con 945 plazas de estacionamiento gratuito.

## Tiendas

### Animales y mascotas
- Kiwoko

### Calzado
- Merkal

### Electrodomésticos y electrónica
- Media Markt

### Equipamiento y material deportivo
- Decathlon

### Hogar, decoración, mobiliario y regalos
- Espaço Casa
- GiFi[5]
- Maisons du Monde

### Moda y complementos
- Kiabi

### Restaurante
- McDonald's

### Supermercado
- Lidl